# Behindertentestament
Unter einem Behindertentestament versteht man in der juristischen Fachliteratur eine letztwillige Verfügung, die insbesondere von Eltern behinderter Kinder abgefasst wird und Sonderregeln in Bezug auf das behinderte Kind enthält. Das Ziel dieser Verfügung besteht darin, dem Erben trotz seiner Erbschaft die volle staatliche Unterstützung zu erhalten, ohne dass das vererbte Vermögen hierfür eingesetzt werden muss. Der juristische Weg hierzu liegt in der Anordnung einer Nacherbschaft bei gleichzeitiger Testamentsvollstreckung.

## Beschreibung
Menschen mit Behinderung beziehen oft Sozialleistungen, die einkommens- und vermögensabhängig sind (z. B. Eingliederungshilfe für behinderte Menschen). Erbt der Begünstigte Vermögen, das die Beträge des Schonvermögens von 10.000 Euro überschreitet, entfällt die Berechtigung für den Bezug von vermögensabhängigen Sozialleistungen. Erst wenn das geerbte Vermögen bis zur Höhe des Schonvermögen aufgebraucht ist, können wieder Sozialhilfeleistungen bezogen werden.
Zur Vermeidung eines solchen Sachverhalts wird meist die testamentarische Anordnung der Vorerbschaft empfohlen. Hier werden der Behinderte nur als Vorerbe und andere Personen als Nacherben eingesetzt. Dies beruht zum einen darauf, dass der nicht befreite Vorerbe nach dem deutschen Erbrecht (§§ 2112 ff. BGB) in seinem Verfügungsrecht über Nachlassgegenstände, insbesondere über Immobilien, beschränkt ist.
Um dem Vorerben Zuwendungen aus dem Erbe zu ermöglichen und den direkten pfändbaren Zugriff des Behinderten auf den Nachlass zu verhindern, müssen die Eltern zum anderen einen Dauertestamentsvollstrecker benennen. Dieser Testamentsvollstrecker sorgt dann für den Behinderten und lässt ihm aus dem Erbe etwas zukommen. In welchen Fällen der Dauertestamentsvollstrecker auf das Erbe Zugriff hat, sollte ebenfalls rechtlich festgelegt werden, indem man verschiedene Anlässe und Gelegenheiten benennt: Geburtstage, Ausflüge oder Hobbys. Wichtig für die Funktion dieser Rechtskonstruktion ist, dass die vom Testamentsvollstrecker gewährten Zuwendungen aus dem Nachlass stets nur Gegenstände des Schonvermögens des Behinderten nach den sozialrechtlichen Bestimmungen betreffen.
Der Sozialhilfeträger wird so gehindert, auf den Nachlass zuzugreifen, weil zum einen der Behinderte nur Vorerbe ist und die ihm gewährten Vorteile zum anderen nach Sozialrecht nicht angetastet werden dürfen. Es war in der juristischen Diskussion lange Zeit umstritten, ob diese Konstruktion nicht schlicht sittenwidrig sei oder gegen das Prinzip der Subsidiarität bei sozialstaatlichen Leistungen verstoße, weil die Bedürftigkeit des Behinderten konstruktiv erzeugt wird und trotz vorhandenen Privatvermögens so weit wie irgend möglich Leistungen der Allgemeinheit mitgenommen werden sollen.
Der Bundesgerichtshof hat im Jahre 1993 in einer Grundsatzentscheidung festgestellt, dass eine Verfügung von Todes wegen, mit der Eltern ihr behindertes, auf Kosten der Sozialhilfe untergebrachtes Kind nur als Vorerben auf einen den Pflichtteil kaum übersteigenden Erbteil einsetzen, bei seinem Tod ein anderes Kind als Nacherben berufen und dieses zum Vollerben auch des übrigen Nachlasses bestimmen, nicht gegen § 138 Abs. 1 BGB verstößt, also nicht sittenwidrig ist, auch soweit dadurch der Träger der Sozialhilfe Kostenersatz nicht erlangt.
Diese Rechtsprechung hat der BGH in einer weiteren Entscheidung bestätigt und darüber hinaus festgestellt, dass auch der Verzicht eines behinderten Kindes auf den ihm im Falle einer Enterbung zustehenden Pflichtteil nicht sittenwidrig ist und eine solche erbrechtliche Gestaltung daher vom Sozialhilfeträger nicht mit Erfolg angegriffen werden kann.
Kommt es beim Erbfall zu einer Erbauseinandersetzung zwischen Vor- und Nacherben und wird hierfür ein Ergänzungsbetreuer bestellt, muss dessen Vergütung trotz Behindertentestament aus dem Nachlass bestritten werden.